# .tf
.tf è il dominio di primo livello nazionale assegnato ai Territori francesi meridionali.
Alcuni siti registrati presso domini .tf sono dedicati al videogioco Valve Team Fortress 2.